# Icklingham
Icklingham – wieś w Anglii, w hrabstwie Suffolk, w dystrykcie West Suffolk. Leży 48 km na północny zachód od miasta Ipswich i 102 km na północny wschód od Londynu.